# Verwaltungsgemeinschaft Reichenbach im Vogtland
Die Verwaltungsgemeinschaft Reichenbach im Vogtland befindet sich im Vogtlandkreis im Freistaat Sachsen.

## Die Gemeinden mit ihren Ortsteilen
Ihr gehört neben der Stadt Reichenbach im Vogtland die Gemeinde Heinsdorfergrund an.